# Vincent Tulli
Vincent Tulli (ur. 5 lutego 1966 w Paryżu) – francuski inżynier dźwięku, mikser, edytor i aktor.